# Nescio
Jan Hendrik Frederik Grönloh (22. června 1882, Amsterdam – 25. července 1961, Hilversum), pseudonym Nescio  (latinsky „Nevím“), byl nizozemský spisovatel neoromantických povídek částečně inspirovaných Multatuliho stylem.  K jeho nejznámějším dílům patří trojice novel De uitvreter (1911, Vyžírka), Titaantjes (1915, Titánci) a Dichtertje (1918, Malý básník).

## Životopis
Jan Hendrik Frederik Grönloh se narodil 22. června 1882 v amsterdamské ulici Reguliersbreestraat 49 jako nejstarší ze čtyř dětí stejnojmenného obchodníka a kováře Jana Hendrika Frederika Grönloha a Marthy Marie van der Reijdenové. Aby ho odlišili od otce, říkali mu zkráceně Frits. Po narození malého Jana se rodina přestěhovala do městské části Amsterdam-Oost, kde od února 1888 navštěvoval první stupeň základní školy v ulici 1ste Van Swindenstraat. V roce 1894 přešel na tříletou reálnou školu, která se nacházela na amsterdamském nábřeží Mauritskade. Mezi lety 1897 a 1899 navštěvoval Veřejnou obchodní školu na Keizersgrachtu. Poté vykonával různé kancelářské práce a v roce 1904 se stal zaměstnancem exportní společnosti Holland-Bombay Trading Company, kde v následujících letech udělal kariéru.
Od roku 1901 do roku 1903 se angažoval v idealistické kolonii „Tames“, kterou spolu s několika přáteli založil u města Huizen. Napodobili tak kolonii Walden, zřízenou Frederikem van Eedenem, známým nizozemským spisovatelem. Nescio byl také členem Sociálně demokratické strany práce. V podstatě byl tedy idealistou, který se v životě musel vyrovnávat s požadavky moderní společnosti. Nedosažitelnost ideálů byla i důležitým tématem jeho literárních děl. Přátelé z „Tames“ se stali předlohou pro hrdiny novely Titaantjes Bavinka, Bekkera a Keese Ploegera.
V roce 1906 se Nescio oženil s Aagje Tiketovou. Manželé měli čtyři dcery. Nejprve bydleli na nábřeží Ringkade, dnešní Transvaalkade, ale později se v rámci Amsterdamu několikrát stěhovali. Nescio pobýval jistý čas i ve vesnici Groet, přesněji v ulici Achterweg v čísle 22. Odsud je to jen 50 metrů k domu v ulici Wagenmakersweg, kde později bydlel Gerard Reve. V samotné ulici Achterweg žila od roku 1959 o dům dál v čísle 26 spisovatelka a historička Annie Romein-Verschoorová se svým manželem historikem Janem Romeinem.
Nesciovo bydliště hraje v jeho díle důležitou roli. Jedna z amsterdamských ulic se dostala i do úvodní věty povídky De uitvreter: „Až na muže, který považoval ulici Sarphatistraat za nejkrásnější místo Evropy, jsem nikdy nepoznal podivuhodnějšího chlapíka než vyžírku.“ Nescio emoce, které v něm město a jeho proměny vzbuzovaly, netajil. Dokazuje to například poznámka v závěru již zmíněné povídky De uitvreter: „Zimu strávil v Amsterdamu, kde pilně krásné domy bourali a ošklivé na jejich místa stavěli, zadumaně se plahočíc.“ Kromě Amsterdamu hraje v Nesciově díle podstatnou roli také okolí města a venkov u Nijmegenu. Popisy počasí, přírody a krajiny těchto míst tvoří důležitou součást Nesciova literárního odkazu.
Nescio zemřel v 79 letech v nemocnici Zonnestraal v Hilversumu a byl pohřben na amsterdamském hřbitově Nieuwe Oosterbegraafplaats. Ačkoliv v roce 1954 obdržel cenu Marianne Philipsprijs určenou pro činné spisovatele starší padesáti let, jejichž dílům hrozí zapomnění, skutečného uznání za přínos nizozemské literatuře se dočkal až posmrtně.

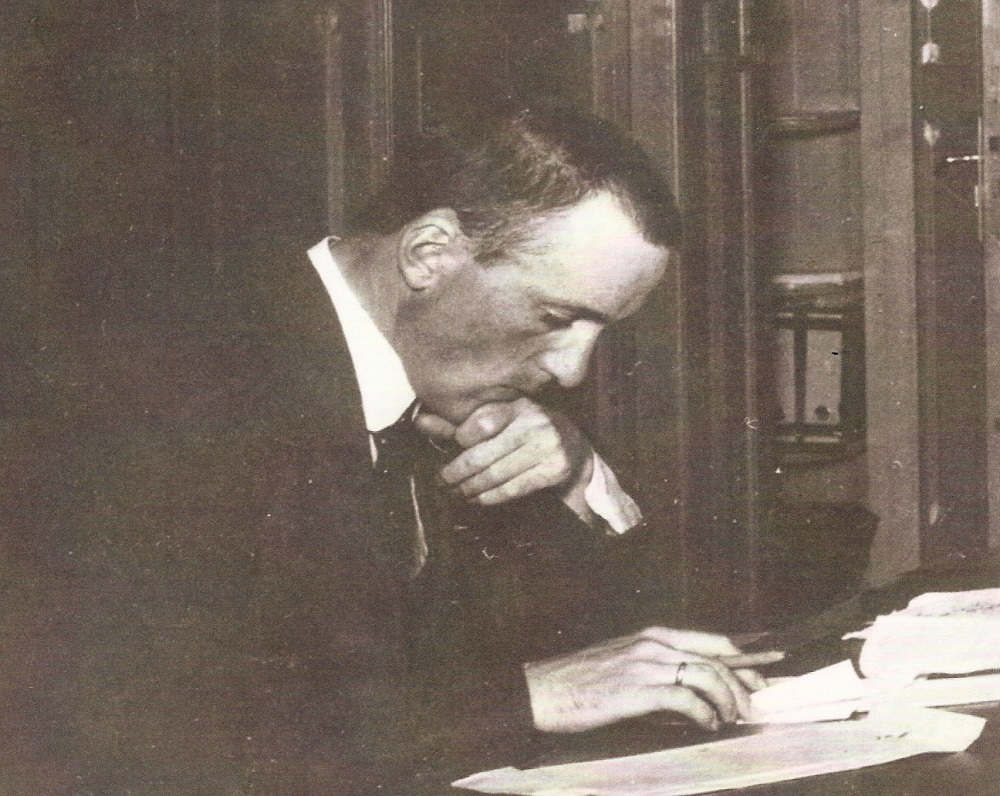
Jan Hendrik Frederik Grönloh (1882-1961), nizozemský obchodník a spisovatel. Pseudonym: Nescio. Fotografie pořízena cca 1917.

## Dílo
Nescio debutoval v lednu 1911 v literárním časopise De Gids povídkou De uitvreter (Vyžírka). V roce 1915 se v časopise Groot Nederland objevila jeho druhá povídka Titaantjes (Titánci). Obě byly roku 1918 spolu s povídkou Dichterje (Malý básník) vydány knižně u obchodníka s uměním J. H. de Boise, vydavatele edice o umění Haarlemsche kunstboekjes.

### De uitvreter (Vyžírka)
Ústřední postavou povídky je Japi, kterého vypravěč představuje takto: „Jeho jméno bylo Japi. Jeho příjmení jsem se nikdy nedozvěděl.“ Japi má pouze jeden ideál a to být absolutním bohémem. Nechce být dokonce ani umělcem. „Díky Bohu, nejsem vůbec nic,“ prohlašuje o sobě. Díky malíři Bavinkovi se seznámí s Koekebakkerem, vypravěčem příběhu také známým jako Erik de Man. Japi se u nich rychle zapíše jako příživník, který vykouří cizí doutníky a který si půjčuje deštníky a nikdy je nevrátí. Toto chování dalo vzniknout jeho přízvisku vyžírka.

Japi, neúspěšný malíř Bavink a novinář Koekebakker se v povídce postaví na odpor společnosti, ve které jsou lidé vykořisťováni a pomalu ale jistě se kvůli svým ideálům zříkají práce. Z těchto ideálů však nakonec nevzejde nic. Koekebakker pracuje i nadále v kanceláři, kde dostává slušný plat, ale ztrácí všechny své ideály. Bavinka potká smutnější osud. Malíř sice obdivuje Japiho, ale nakonec se zblázní. Sám Japi si se sebou neví rady. Putuje do Fríska, Belgie a Francie, ale nikde nenachází smysl a jistoty, které hledá. Když jeho nedosažitelná láska Jeanne umře a on už nevidí žádné ztělesnění svého ideálu, vydá se do Nijmegenu:
Jednoho letního rána kolem půl páté, při nádherném východu slunce, sestoupil z mostu přes řeku Waal. Hlídač si ho všiml pozdě. „Nespěchej, starý brachu,“ řekl Japi a potom vykročil s obličejem upřeným k severovýchodu. Skokem to nejde nazvat, řekl ten muž, on prostě sestoupil.
V jeho pokoji našli hůl, která patřila Bavinkovi, a na zdi šest lístečků s nápisem zatr. a jeden s „A je to.“
Řeka od té doby stále proudí na západ a lidé se zadumáni plahočí dál. I slunce stále vychází a každý večer dostávají Japiho staří známí Denní zprávy.
Jeho cesta do Fríska zůstala navždy neobjasněná.
(citát: závěr povídky De Uitvreter)

#### Podivuhodný chlapík
Nejznámější Nesciovou větou je ta, kterou začíná povídka De uitvreter:
„Až na muže, který považoval ulici Sarphatistraat za nejkrásnější místo Evropy, jsem nikdy nepoznal podivuhodnějšího chlapíka než vyžírku.“
V roce 1961, přesně půl století po prvním vydání povídky, bylo odhaleno, kdo je mužem, který považuje ulici Sarphatistraat za nejkrásnější místo Evropy. Spisovatel a zřizovatel kolonie Walden, Frederik van Eeden, popsal ulici Sarphatistraat jako příklad nevkusu devatenáctého století, i když o ní sám kdysi smýšlel jinak: „Vzpomínám si na to, jako by to bylo včera, kdy jsem ulici Sarphatistraat shledal nejkrásnější v Amsterdamu […]“ napsal Van Eeden v recenzi knihy Lodewijka van Deyssela Een liefde (Láska), která vyšla v dubnu 1888 v časopise De Nieuwe Gids. Nescio jen změnil Amsterdam na Evropu.
Dlouho se také nevědělo, kdo měl být předlohou samotnému Japimu (vyžírkovi). Grönloh o tom nechtěl nikdy mluvit a tvrdil, že postava není spojena s nikým existujícím. Ze dvou nalezených dopisů z roku 1908 však vyplývá, že chování spisovatele samotného během jeho návštěvy provincie Zeeland a zejména městečka Veere vykazovalo mnoho podobností s Japiho počínáním.
První čárka v úvodní větě povídky De uitvreter v Nesciově rukopisu chybí. Chyba byla objevena až poté, co se rukopis dostal do redakce časopisu De Gids. Jiná chyba se v povídce vyskytuje stále. Japiho oblíbená píseň pojednává podle knihy chybně o „Nancy Brick“. Správně by to mělo být „Nancy Brig“. Tato píseň od Plumptona, na text W. S. Gilberta, pojednává o brize, která ztroskotá, načež se z její posádky stanou kanibalové. Tento „shop song“ byl posměšným zpracováním katastrofy lodě Medúza. Podle Nesciova znalce Enna Endta šlo o Grönlohovu oblíbenou píseň.

### Titaantjes (Titánci)
Známá úvodní věta povídky Titaantjes zní:
„Kluci jsme byli - ale báječní kluci. I když to říkám já sám...“
V povídce se Koekenbakker ohlíží zpět do doby, kdy měl spolu se svými přáteli ještě ideály a vypráví, jak se zhroutily.  Například Bavink namaloval mistrovské dílo, které následně rozřezal na pásky, protože zjistil, že touto malbou se ve skutečnosti stal tím, co kdysi navždy odmítl, tedy úspěšným bohatým mužem. Nakonec skončil v blázinci. Zbytek přátel se přizpůsobil společnosti, které se kdysi zřekl. Na konci příběhu stoupá jen Koekebakkerova hvězda. Je úspěšným žurnalistou, který dobře vydělává, ale na původních ideálech už mu příliš nezáleží. Ačkoliv povídka Titaantjes zachycuje z velké části stejné postavy jako první příběh De uitvreter, vyžírka Japi se zde neobjevuje.
Morální poselství knihy spočívá v tom, že každý člověk se nakonec společnosti na úkor svých ideálů přizpůsobí, ať chce nebo ne. Stane se jejím členem i navzdory veškerému odporu vůči jejím požadavkům. Obě povídky jsou nejen důrazným protestem proti společnosti, ale zobrazují také boj, který zuřil mezi spisovatelem Nesciem a ředitelem Holland-Bombay Trading Company Grönlohem. Toto téma najdeme také v knihách Willema Elsschota, který rozpor spisovatel-obchodník zpracoval v příbězích o Laarmansovi a Boormanovi. Nescio a Elsschot spolu proto bývají často srovnáváni.

### Dichtertje(Malý básník)
Novela Dichtertje z roku 1918 ironicky a bez příkras nahlíží na měšťácké manželství, které je zde spojeno i s protikladem básník-měšťan. Známá Nesciova témata typu rozpor mezi tužbou a povinností, elsschotovský boj mezi „snem a činem“ a závěrečné zklamání jsou v novele zpracovány novým způsobem. Hlavní postavou příběhu je úředník Eduard, Ee, který tiše spřádá sny o tom stát se umělcem: „Být velkým básníkem a zemřít.“ Jak se dá u Nescia očekávat, neskončí příběh příliš dobře. Edu napíše své mistrovské dílo a potom, podobně jako Bavink z povídky Titaantjes, zešílí.

Během psaní pomáhala Nesciovi vždy jeho žena, která četla všechny rukopisy. Číst úryvky novely Dichtertje pro ni samozřejmě nebylo moc příjemné. Na začátku šesté kapitoly naráží Nescio na takto vzniklé domácí rozepře:
„Než budu pokračovat, chtěl bych jen říct, že také mé rukopisy přepisuje manželka a že poezii v tomto příběhu nechápe. […] Zvláštní, v jiných příbězích jí obdobné věci nepřipadaly tak strašné. Myslím, že je to proto, že tento píšu já. Měla by sice umět rozeznat pana autora od pana Nescia, ale je to pro ni příliš. Situace je pro mě bolestná, mé domácí štěstí je lehce poškozeno, ale přesto pokračuji.“

### Mene tekel
Ke sbírce povídek De uitvreter, Titaantjes a Dichtertje byla při čtvrtém vydání připojena také sbírka Mene Tekel, jejíž jméno odkazuje na frázi z Bible. Sbírka se skládá z množství črt a krátkých příběhů, které byly v roce 1946 nejprve publikovány samostatně. Známé črty z tohoto dílka jsou především Mene Tekel, Buiten-IJ a Pleziertrein (Výletní vlak). Črta Mene Tekel už na začátku ukazuje oba charakteristické rysy Nesciových děl: první odstavec obsahuje podrobný popis západu slunce na venkově. Vzletnou prózu přeruší ve druhém odstavci s komickou necitelností Bavink: „Pak řekl Bavink: “Stanu se slavným,“ stejně jako by někdo jiný řekl: “Ošidili mě o desetník,“ a my se cítili podvedení, všichni tři, Bavink, Bekker a já.“
Nescio byl, zdá se, pravděpodobně stejně jako jeho čtenáři, připoután k postavám ze svých prvních povídek. V mnoha z jeho pozdějších příběhů se tito optimističtí idealisté znovu objevovali, chtěli zaútočit na nebesa a změnit svět, až se také oni zarmouceně smířili se svým osudem a stali se obyčejnými „mužíčky“.

## Styl

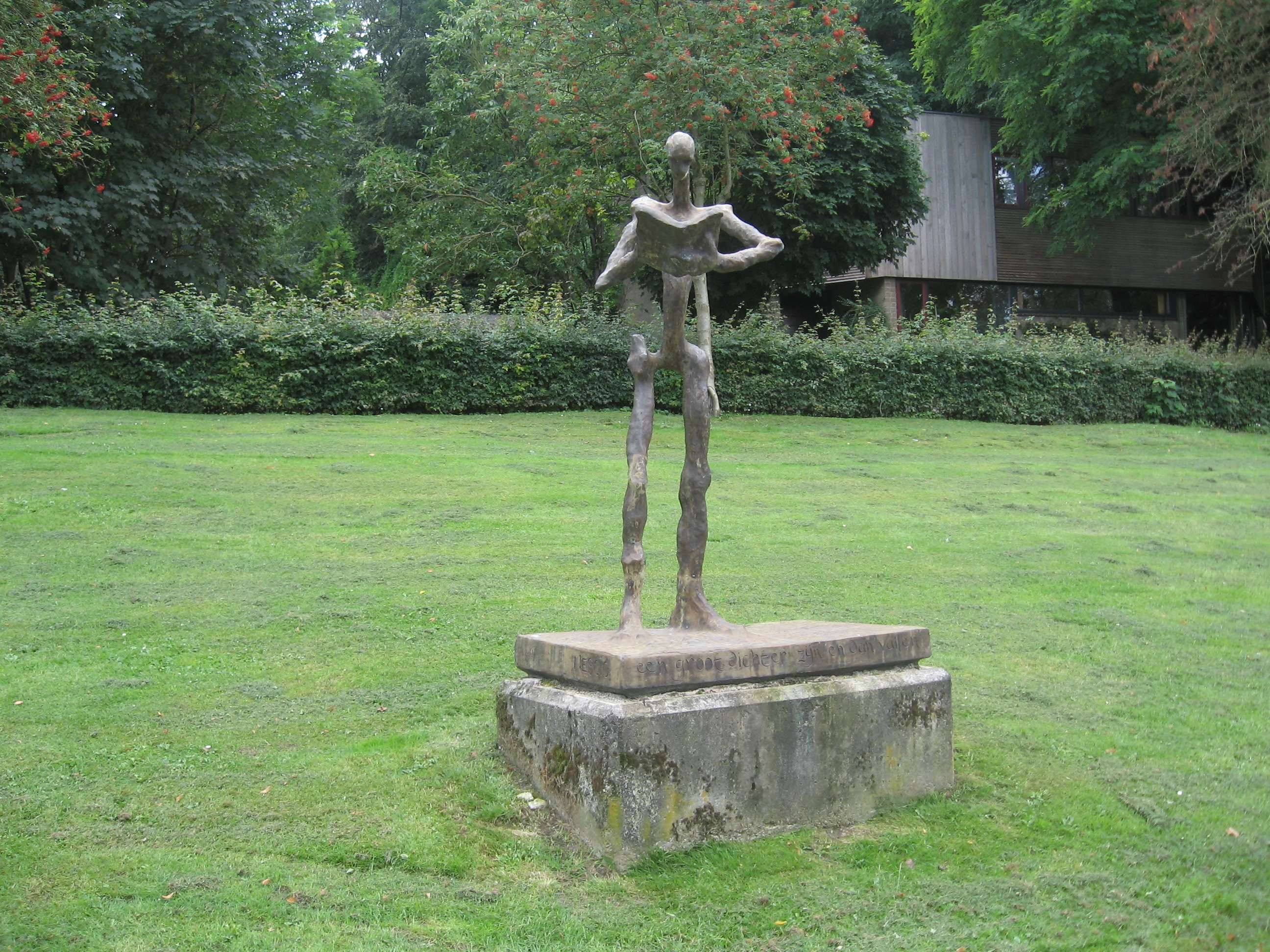
Socha čtoucího Nescia v městečku Ubbergen (Ronald Tolman, 1991)

Nesciův styl vyniká přesností a originalitou, obsahuje minimum ozdob a přesně to správné množství toho, čemu se v literatuře říká understatement. Literární historik Gerard Knuvelder popisuje Nescia jako „podchlazeného či ironického neoromantika,“ jenž podle něj chce vzbudit dojem, že je „neemotivním, skoro střízlivým vypravěčem,“ který s minimálními prostředky dosahuje maximálního efektu.

## Témata
Základní stavební prvek Nesciova díla popsal Knuvelder jako „hledání viditelného a následně opět se skrývajícího Boha,” kterýžto Bůh se podle vypravěče objevuje zejména v přírodě a ženách. Nescio vidí Boha zejména ve věčných projevech přírody: slunci a tekoucí vodě. Nesciovy postavy pozorují nepomíjivou krásu přírody, která uchvacuje zejména malíře, protože ti se cítí povinováni beznadějným úkolem přenést tento „znak božskosti“ na plátno. Některé postavy se smíří s existencí neproniknutelných tajemství a jiné se plně poddají svému poslání, což končí buď tragicky, nebo vznikem kompromisů, které vyústí v měšťáckost a materialismus. Většině však zůstane vzpomínka na mladický idealismus a tím také něco z jejich titánkovských postav.

## Recepce díla
Díla Dichterje, De uitvreter a Titaantjes  byla poprvé společně vydána v roce 1918 harlemským obchodníkem s uměním J. H. de Boisem v nákladu 500 kusů. O deset let později se ukázalo, že se prodalo jen 300 výtisků knihy. Navzdory tomu přišlo v roce 1933 další vydání. V roce 1947 byly příběhy vydány potřetí, tentokrát v jejich známém chronologickém pořadí: De uitvreter, Titaantjes a Dichtertje. Od čtvrtého vydání v roce 1956 byla k těmto povídkám přidávána také sbírka Mene Tekel. Dlouhou dobu byla toto jediná Nesciova tvorba, která byla k dostání.
Až v průběhu třicátých let se jeho dílu dostalo větší pozornosti.  V roce 1954 obdržel Nescio literární cenu Marianne Philipsprijs a krátce před smrtí vydal na naléhání přátel sbírku Boven het dal en andere verhalen (1961, Nad údolím a jiné příběhy). Tyto „jiné“ příběhy vybrala jeho žena a přátelé z povídek, které napsal v mládí a nikdy nepublikoval. Tato kniha také jako první obsahuje Nesciův úvod, ve kterém popsal svůj názor na psaní a kde i okomentoval vlastní práci. Úvod zakončil slovy: „A pak jsem se tímto postaral o své literární dědictví, jako kdybych opravdu zemřel.“
Od té doby význam jeho práce výrazně stoupl. V současnosti je jeho odkaz považován za jeden z nejdůležitějších v nizozemské literatuře, navzdory tomu, že je jeho dílo vskutku malé. Mnohými je Nescio považován za jednoho z nejvlivnějších spisovatelů v dějinách nizozemské literatury. De uitvreter, Titaantjes a Dichtertje byly v roce 2007 vybrány na seznam nejlepších nizozemsky psaných knih. Pozdější velikáni jako Gerard Reve a Willem Frederik Hermans často uváděli Nescia jako svůj vzor a zdroj inspirace.
Nesciův styl měl a stále má mnoho následovníků. Příznačná je pro něj věcná, „běžná“ volba slov. Nescio se tak ve své době výrazně lišil od zbytku literární produkce. „Lidový“ styl byl jedním z důvodů, proč měl ve své době tak malý ohlas. Věty plné hovorových prvků neodpovídaly očekávání, které lidé v té době vůči literatuře měli. Právě toto však pozdější literáti na Nesciovi oceňovali. „Nescio psal, poté co desítky let byly na nizozemského čtenáře chrleny patetické nesmysly, jako normální člověk,“ napsal jeho obdivovatel Gerard Reve.
Také tematika děl a Nesciovy výroky o Bohu byly v té době považovány za šokující. „Hází všechny konvence přes palubu a smějí se tomu, co je pro mnohé svaté,“ napsal recenzent v roce 1918 o Nesciových povídkách. V šedesátých letech se tento postoj změnil a Nescia přijalo také široké publikum. Avšak již dříve, ve třicátých letech, uznal Nescia jako významného spisovatele Menno ter Braak a další členové časopisu Forum, který v té době udával tón nizozemské literatuře.

## Překlady
Nesciova díla byla přeložena do několika jazyků, mimo jiné angličtiny, němčiny, švédštiny, španělštiny, maďarštiny a italštiny. Na Slovensku vyšly povídky v roce 2009 pod názvem Vyžierač, Titankovia, Malý básnik, Mene tekel. Do češtiny povídky zatím přeloženy nebyly.

## Odraz díla

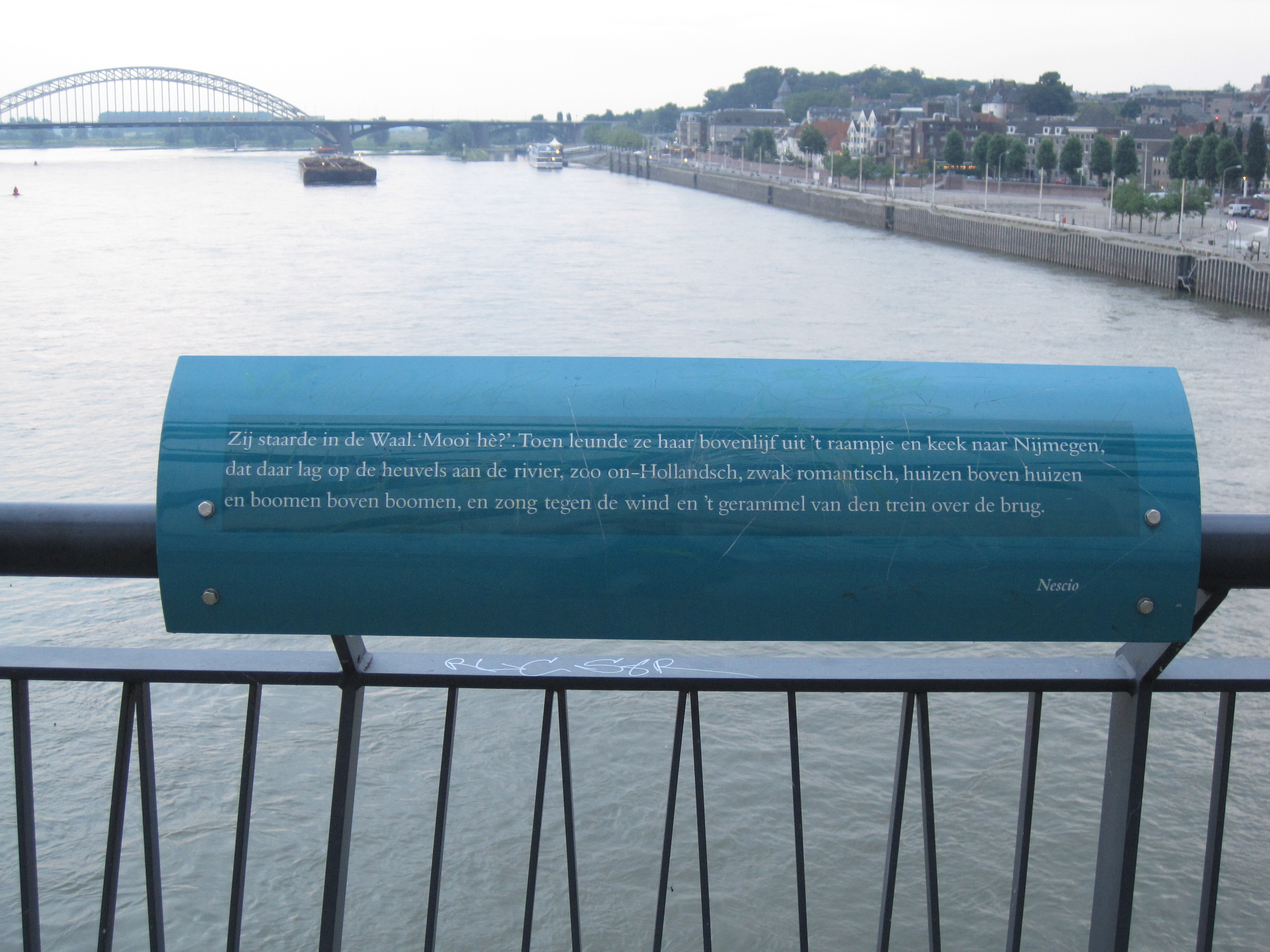
Úryvek z novely Dichtertje na železničním mostu v Nijmegenu.

Nizozemská popová skupina The Nits nazpívala v roce 1983 píseň „Nescio“ jako výraz úcty k tomuto spisovateli. Píseň se stala hitem a dodnes je i za hranicemi nejznámější skladbou skupiny. Píseň pojednávající o Japim pokračuje tam, kde skutečný příběh skončil: co se s Japim stalo poté, co sestoupil z mostu u Nijmegenu.
Po Nesciovi je pojmenováno několik ulic například v Groningenu či Haarlemu a zejména v okolí města Nijmegen, které pro něj bylo důležitým zdrojem inspirace.  V Amsterdamu po něm v roce 2005 pojmenovali most pro pěší a cyklisty, který spojuje město s Diemerzeedijk, hrází, kde se Nescio a také jeho titánci často procházeli.